# Marty Mann
Marty Mann, född 15 oktober 1904, död 22 juli 1980, var en av de första medlemmarna inom Anonyma Alkoholister och författare till kapitlet Kvinnor lider också i Stora boken om AA. Mycket tack vare hennes livsverk gick alkoholism från att vara en moralisk fråga till att klassas som en sjukdom. Marty Mann var också en av de första öppet lesbiska medlemmarna i AA, i en tid när varken alkoholism eller homosexualitet accepterades av samhället.

## Bakgrund
Marty Mann växte upp i en övre medelklassfamilj i Chicago. Hon gick i privatskolor och reste mycket. I de sociala sammanhang Mann befann sig var det ett ständigt festande, och hon var berömd för att kunna dricka stora mängder alkohol - till synes utan att bli påverkad. Dessa vanor främjades inte minst under hennes uppväxt, där föräldrarna dagligen drack alkohol, ofta gick på fester och underhöll en stor vinkällare. Mann själv bjöds vid speciella tillfällen på alkohol redan som barn, men att hennes pappa drack och spelade för mycket doldes av modern under hela Martys uppväxt.
1927 gifte sig Marty Mann med John Blakemore, en man hon lärt känna under ungdomsårens vilda festande. Men hon insåg snart att Blakemore hade mycket allvarliga alkoholproblem, och redan efter tre månader ansökte Mann om skilsmässa. Efter detta flyttade hon New York, fick ett framgångsrikt jobb som journalist och levde fortfarande ett liv där alkoholen tog väldigt mycket plats. 1938 kom Mann till vändpunkten i sitt liv där hon tog ett beslut efter många års alkoholmissbruk, självhat och självmordsförsök att börja arbeta för sin nykterhet. Hon blev då inlagd på det privata psykiatriska sjukhuset Blythewood. Därefter verkställde Mann beslutet om nykterhet genom att arbeta med lösningen i det 12-stegsprogram hon funnit i utkastet till boken Alcohlics Anonymos
 

Senare i livet berättade Mann om sin sjukdom:
”Under de åren förstod jag inte alls vad som hände med mig. Jag sökte hjälp och försökte desperat förstå vad som var fel så att jag kunde göra något åt det. Men ingen kunde förklara för mig och ingen kunde hjälpa mig. Jag trodde själv att jag led av en allvarlig psykisk sjukdom, men kunde inte få en sådan diagnos och jag hade inga ord för att beskriva mitt tillstånd Det enda jag visste var att jag betedde mig som att jag var galen och att jag var på väg att förstöra mig själv och dö en för tidig död. Det här var på 1930-talet. Stigmatisering av alkoholism var då, precis som nu, lika destruktiv som kraftfull som den hade varit för tuberkulos femton eller tjugo år tidigare” 
1939 fick Marty Mann här ett utkast till boken Alcoholics Anonymous av sin psykolog Harry Tiebout, och övertalades att besöka sitt första AA-möte. Det fanns vid den här tiden bara två aktiva AA-grupper i hela USA.
1942 fick Mann jobb på varuhuset Macy's efter en längre tids arbetslöshet. Här mötte hon sitt livs kärlek Priscilla Peck, även hon alkoholist. Marty Mann introducerade även henne till AA, och de levde tillsammans livet ut. 

## Perspektivskifte
Marty Mann formulerade tre punkter som än idag ligger till grund för synen på alkoholism, framförallt inom Anonyma Alkoholister:
1. Alkoholism är en sjukdom och alkoholisten är sjuk 
2. Alkoholisten kan få hjälp och är värd att hjälpa 
3. Alkoholism är ett folkhälsoproblem och utgör därför ett gemensamt ansvar för hela samhället
Detta innebar ett oerhört perspektivskifte då alkoholism tidigare enbart setts som ett tecken på dålig karaktär.